# Aspidosperma gomezianum
Aspidosperma gomezianum är en oleanderväxtart som beskrevs av A.Dc.. Aspidosperma gomezianum ingår i släktet Aspidosperma och familjen oleanderväxter. Inga underarter finns listade i Catalogue of Life.